# N24 Media
Die N24 Media GmbH war bis zum 10. Juli 2014 alleiniger Betreiber des deutschen Fernsehkanals N24 (jetzt Welt). Ihre Aktivitäten wurden ab dem 11. Juli 2014 durch Verschmelzung mit den Aktivitäten der Welt-Gruppe in die WeltN24 GmbH überführt. Die bisherige Gesellschaft wurde zum Jahresende 2014 aufgelöst. Seit dem 1. Januar 2015 ist die WeltN24 GmbH alleiniger Betreiber von N24. WeltN24 (früher: N24 Media) ist ein Spezialanbieter für Nachrichten in verschiedenen Formaten (Fernsehen, Internet und Boulevard-Sendungen) und ist wirtschaftlich unabhängig von den beiden größten privaten Medienbetreibern RTL Group und ProSiebenSat.1 Media.
Die Tochtergesellschaft Maz & More TV Produktion GmbH produziert für Sat.1 werktäglich das Sat.1-Frühstücksfernsehen sowie werktäglich die Sendung Echt Gold – Mein Magazin.
Mit dem Fernsehsender N24 wurde ein Marktanteil von 1,4 Prozent in der Altersgruppe der 14- bis 49-jährigen Zuschauer im Jahr 2011 erreicht. Damit ist N24 Marktführer unter den deutschen Nachrichtensendern. Die Position als Marktführer unterhält N24 seit 2004. N24 produziert ein 24-stündiges Programm, darüber hinaus auch die Nachrichten für die TV-Sender ProSieben, SAT.1 und kabel eins.
N24 Media versuchte als Drittsendezeitenveranstalter bei Sat.1 Sendezeiten zu sichern, ist damit jedoch vorläufig gescheitert.

## Unternehmensgeschichte
Im Februar 2011 wurde der Betrieb des Fernsehsenders N24 und der N24 Media rechtlich getrennt. Die Senderechte der damalige N24 GmbH wurde auf die Blitz B10-263 GmbH übertragen, welche später in N24 Gesellschaft für Nachrichten und Zeitgeschehen mbH umbenannt wurde. Damit wurde der Vermögensübergang des Fernsehsenders gewährleistet. Die N24 Media GmbH wurde in diesem Verfahren neuer alleiniger Eigentümer der neuen N24 Gesellschaft für Nachrichten und Zeitgeschehen mbH. Das Programm wechselte außerdem seine Sendelizenz vom Spartensender in ein Vollprogramm.
Eigentümer der N24 Media waren Torsten Rossmann und Stefan Aust mit Anteilen von jeweils 26 Prozent sowie Frank Meißner, Maria von Borcke, Thorsten Pollfuß und Karsten Wiest mit Anteilen von jeweils 12 Prozent. Alle Eigentümer sind zugleich Geschäftsführer von N24 Media.
Die ehemalige Tochter N24 Gesellschaft für Nachrichten und Zeitgeschehen mbH erreicht erstmals im September 2009, 1 Jahr früher als berechnet, die betriebswirtschaftliche Gewinnzone, damit zeigten die neuen Eigentümer, dass sich ein zweiter Nachrichtensender in Deutschland wirtschaftlich betreiben lässt.
Am 9. Dezember 2013 kündigte die Axel Springer AG an, die N24 Media GmbH zu 100 Prozent zu übernehmen und die Redaktionen von N24 und Die Welt zusammenzulegen.

## Beteiligungen
Die N24 Media war mit 49 Prozent an der Agenda Media GmbH beteiligt. Weitere Eigentümer waren die Studio Hamburg Produktion (25,1 Prozent) sowie Stefan Aust (13,4 Prozent) und der Film-Autor Thomas Ammann (12,5 Prozent) beteiligt.